# Sim'hat Torah
Sim'hat Torah (hébreu שמחת תורה « joie de la Torah »), est une fête juive, d'origine rabbinique, fêtée le 23 tishri (le 22 en terre d'Israël), au cours de la fête biblique de Chemini Atseret, et marque la fin du cycle annuel de lecture de la Torah.
Elle est célébrée à la synagogue par les orants qui défilent autour de la bima (estrade de lecture) en chantant et en dansant avec les rouleaux de la Torah.

## Aux origines deSim'hat Torah
Les célébrations de Sim'hat Torah ne sont pas mentionnées dans le Talmud. Celui-ci ne connaît que le « second jour de Chemini Atseret » (qui n’a cours qu’hors de la Terre d'Israël), et ce second jour ne diffère du premier que sa haftara (section de lecture, généralement choisie dans les Livres prophétiques).
La fête apparaît pour première fois dans un livre de la période des gueonim, qui recense les différences entre les rites et coutumes des gens de l’Est (Babylone) et de l’Ouest (la terre d'Israël) : les premiers centralisent la lecture de la Torah et la divisent en 54 sections de lecture, de sorte que le cycle est bouclé en un an tandis que les seconds suivent un cycle triennal d’instauration plus ancienne (il est attesté dans le T.B. Meguila 29b), laissant en outre son autonomie à chaque lieu. En conséquence, la dernière section est lue chez les premiers « lors de la fête de Souccot » tandis que les seconds terminent qui toutes les 154 semaines, qui toutes les 167, qui toutes les 141 (ces distinctions existent encore au temps de Maïmonide, où la communauté des « Irakiens » suit le cycle annuel alors que les Juifs originaires de la terre d’Israël s’en tiennent à leur coutume, dont Maïmonide précise « qu’il est moins répandu. » Benjamin de Tudèle note cependant que ces Juifs ont pour usage de rejoindre leurs frères babyloniens lors de leur célébration). 
Peu auparavant, Amram Gaon indique dans son Seder qu'une nouvelle haftara, le premier chapitre du Livre de Josué, est assignée au second jour de Chemini Atzeret. Comme les haftarot présentent un lien thématique avec la parasha (section de la Torah) du jour, et que le premier chapitre de Josué fait immédiatement suite au récit du Pentateuque, on peut en inférer que la coutume de lire en ce jour, et non un chabbat, la dernière parasha de la Torah est établie à cette époque. Des hymnes et poèmes particuliers y sont déjà récités : le Seder mentionne que Saadia Gaon interdit la récitation d’Asher biglal avot (un poème liturgique acrostiche, où la première lettre de chaque vers suit l'ordre de l’alphabet hébreu) en deçà de la lettre pe (car ce qui suit ne présente aucun rapport ni intérêt).
Le système babylonien est adopté par l'ensemble des juifs (orthodoxes) de par le monde, y compris en terre d'Israël (un cycle triennal est repris par certaines communautés progressistes, mais elles fêtent toujours Sim'hat Torah de façon annuelle).

### Hypothèse de l'origine ancienne

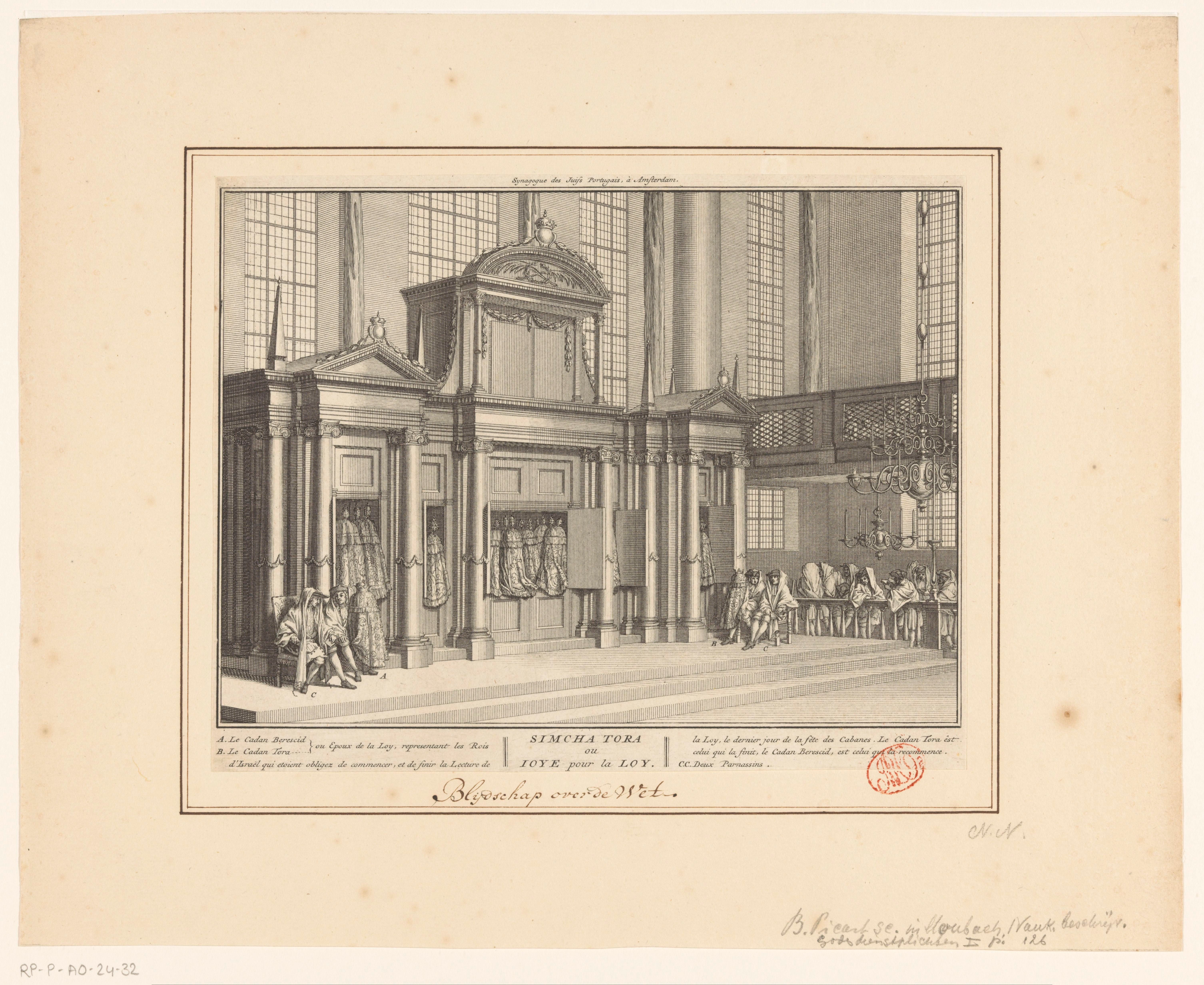
« Synagogue des Juifs Portugais, à Amsterdam - Simcha Tora ou Ioye pour la Loy » (Picart, 1725-1728)

Selon l'exégète médiéval Isaac Abravanel, la fête de Sim'hat Torah remonte à la cérémonie du haqhel, lorsque le peuple, assemblé une fois tous les sept ans à la porte de l'eau du Temple de Jérusalem, écoute le roi lire une section de la Torah.
Repoussée par Yaari, cette hypothèse est soutenue par Shlomo Nae, se basant sur le fait que les habitants d'Israël n'avaient qu'un impératif, boucler le cycle de lecture de la Torah en sept ans, en souvenir de la cérémonie du haqhel, prescrite par la Bible, irréalisable en l'absence du Temple.

Comme la division de l'ensemble des versets du Pentateuque par 7 aurait produit des sections de lecture hebdomadaire de 19 versets, trop courtes pour être lues par sept personnes, il aurait été décidé de l'adoption de deux cycles de lecture, égaux (2 x 154) ou inégaux (141 + 167), réalisant un total de 308 sections, soit 44 sections de lecture fixées par an ; les dix autres sections seraient des sections de lecture spéciales, notamment celles qu'on lit pour les fêtes.
Cette hypothèse, explique la coutume propre à Sim'hat Torah d'autoriser des enfants de moins de 13 ans d'être appelés à la Torah.
La fête de Sim'hat Torah trouve son origine dans la Bible et en terre d'Israël, le rythme actuel étant une innovation babylonienne. Elle n'est cependant pas sans présenter des difficultés.

## Observance deSim'hat Torah
La fête de Sim'hat Torah se superpose à celle de Chemini Atseret (au deuxième jour de Chemini Atseret en diaspora), prescrite par la Bible. La liturgie est celle de cette fête, et comprend : 
- la Amida (la prière principale des offices du matin, de l'après-midi et du soir), propre à Chemini Atseret, dénommé Zman Sim'hatenou ;
- le Hallel
- une lecture de la Torah spéciale, avant ou après laquelle se tiennent les hakafot (hébreu : הקפות, sing. hakafah, litt. « circuits » ou « rondes »);
- les prières à la mémoire des proches défunts et des martyrs chez les ashkénazes (en terre d'Israël ; en diaspora, le premier jour de Chemini Atseret)
- et un office de prière supplémentaire (moussaf), celui de Chemini Atseret, incluant la Tefillat Haguechem (prière de la pluie) au cours de la répétition de la prière par l'officiant (en terre d'Israël ; en diaspora, tenu la veille).

### Hakafot

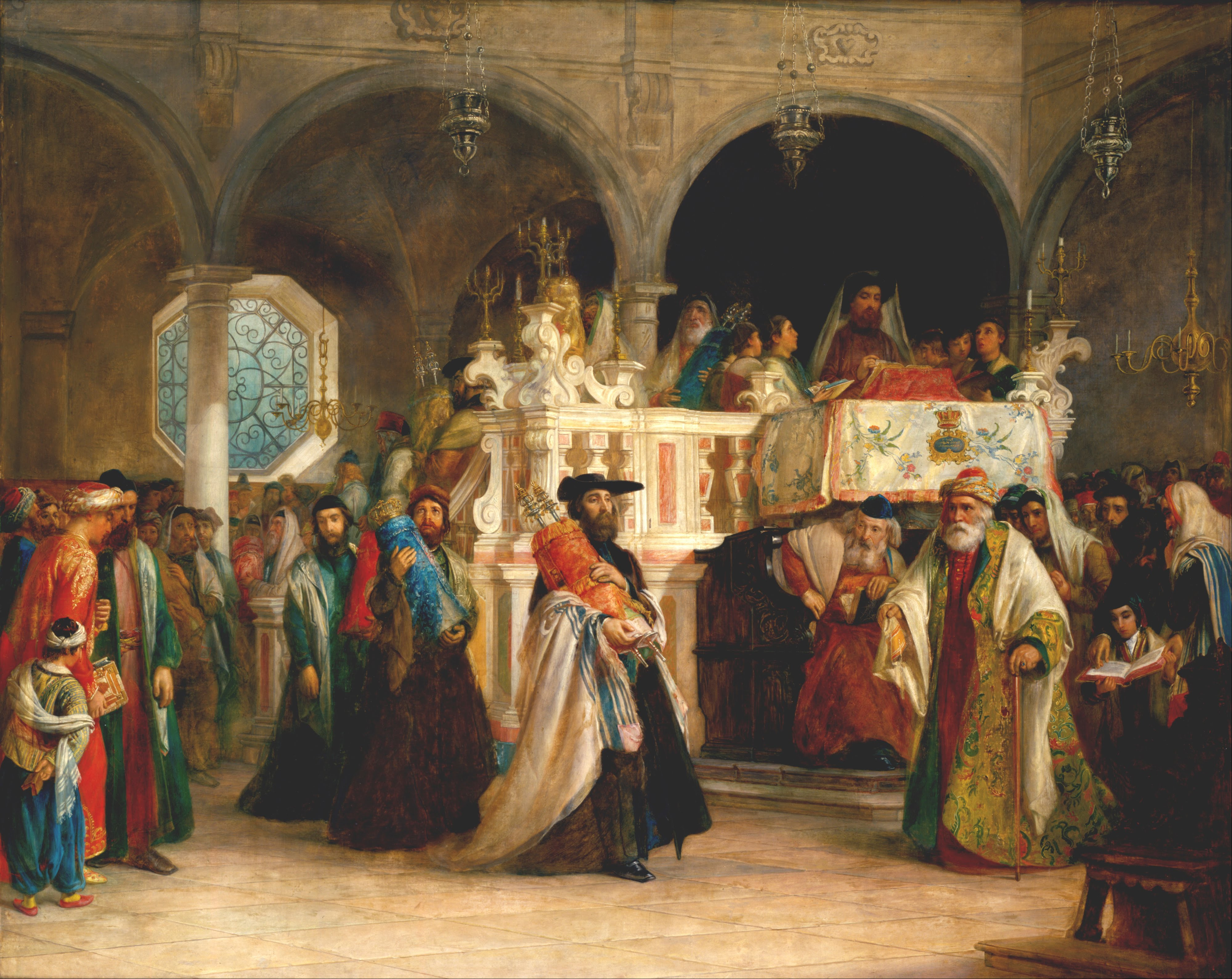
Sim'hat Torah à la synagogue de Livourne, par Solomon Hart, 1850

La coutume de sortir, après la prière de l'office du matin, tous les rouleaux de la Torah de l'Arche, et de réaliser des hakafot (circuits autour de la bimah, estrade de lecture de la Torah) est d'origine méridionale. Ces hakafot, qui avaient fait l'objet de longues controverses, sont devenues depuis une coutume universelle. Au XVIe siècle, certaines communautés introduisent l'usage, depuis accepté par tous, de danser avec la Torah le soir. Il n'y a pas de différences entre les hakafot du soir et celles du matin. Les communautés séfarades les réalisent aussi lors de l'office de l'après-midi, ainsi qu'à l'office vespéral clôturant la fête.
Les ashkénazes dansent avec la Torah avant de la lire, les séfarades réalisent les hakafot après la lecture.

Des passages de la Bible particuliers sont lus avant de réaliser les processions : les ashkénazes ont pour coutume de réciter, avant de sortir les rouleaux de la Torah, des versets, déclamés individuellement par l'officiant avant d'être repris en chœur par l'assemblée. Ce texte est appelé Ata hereita, d'après les premiers mots du premier des versets, Deutéronome 4:35. 
Les séfarades récitent les Psaumes 29 et 107 avant chaque procession.
Les hakafot sont au nombre de sept, mais certaines congrégations les prolongent (ou en ajoutent) pour s'assurer de la participation de tous et pour ne pas cesser la célébration. Chacune de ces hakafot est accompagnée d'un hymne spécifique, ainsi que de chants et danses, propres à chaque rite et à chaque communauté.

#### Autres coutumes liées auxhakafot

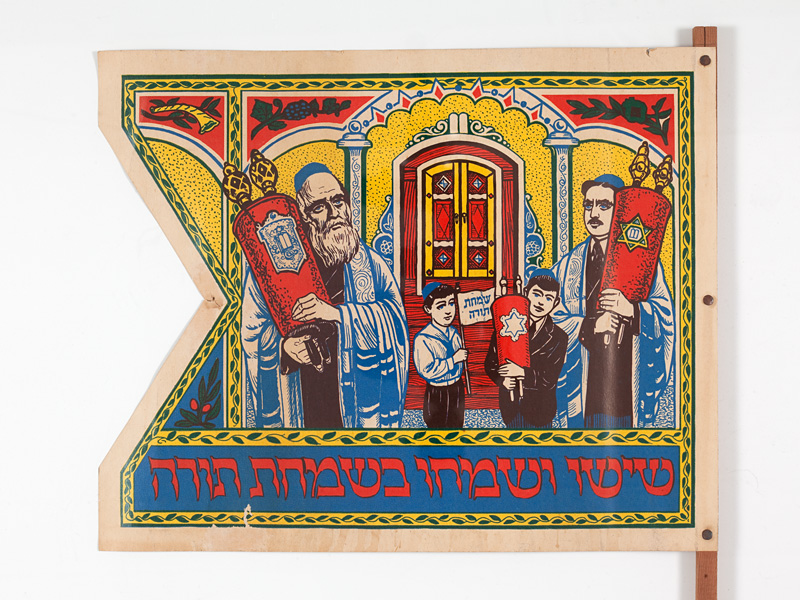
Drapeau en papier pour Sim’hat Torah, autour de 1900, dans la collection du Musée juif de Suisse.

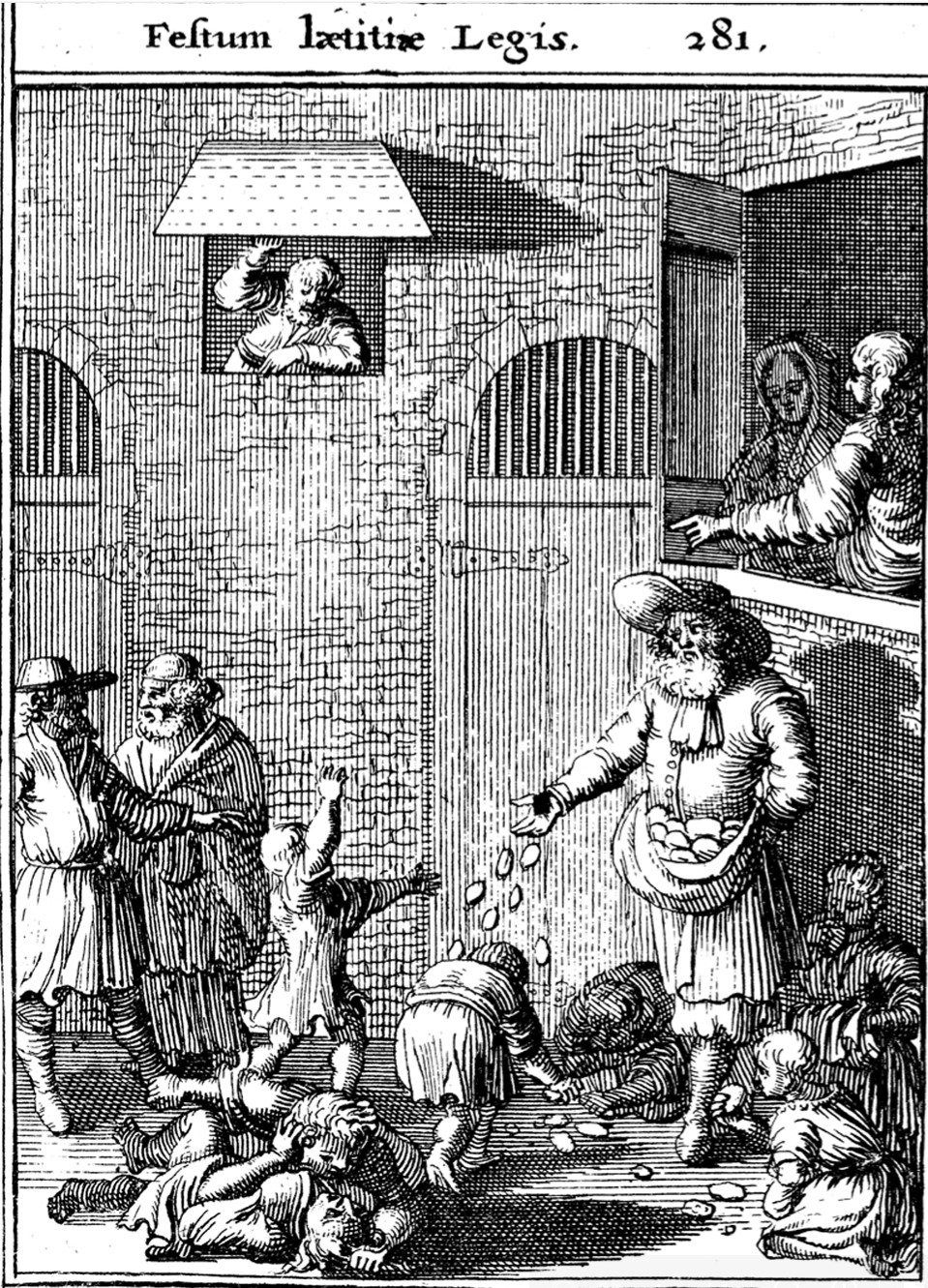
Lancer de gâteaux aux enfants, lors de Sim'hat Torah, illustration du XVIIe siècle

Les juifs ashkénazes placent une ou plusieurs chandelles allumées dans l'Arche vide, usage critiqué par certains ; il n'est pas d'application lorsque l'armoire est illuminée électriquement.
De nombreuses coutumes joyeuses prennent place, en particulier pour les enfants, que les parents sont fortement encouragés à faire participer aux hakafot. Vers la fin du XVe siècle, il était courant qu'on les autorise à démonter à Sim'hat Torah la soukka qu'ils avaient construite à Souccot, et à y mettre le feu. Au XVIIIe siècle, la distribution de fruits aux enfants est déjà considérée comme un usage ancien. Les enfants agitent des drapeaux en papier (qu'ils ont parfois confectionnés) aux « couleurs » de la Torah (par exemple, l'illustration d'un rouleau de la Torah ouvert sur le verset ata hereita ; certains plantent une pomme rouge au sommet du bâton de ces drapeaux.

### Lecture de la Torah du soir
De nombreuses congrégations lisent la Torah après les hakafot du soir (seul moment de l'année où la lecture de la Torah a lieu le soir).
Trois hommes sont appelés pour la parasha (section de lecture) Vèzot Haberakha (Deutéronome 33:1-34:12), qui sera également lue le lendemain ; entre chaque lecture, l'assemblée entonne des chants joyeux. Certaines congrégations, polonaises en particulier, lisent aussi la section de la Torah relative aux vœux (Nombres 30:2-17) ; ayant pour coutume de vendre aux enchères les fonctions pour l'office du lendemain, elles entendent rappeler de la sorte la gravité d'une promesse (en l'occurrence financière) non tenue. Une bénédiction particulière (mi cheberakh) est récitée pour les bénéficiaires.

### Lecture de la Torah du matin
L'ambiance à la synagogue lors des hakafot du matin est tout aussi joyeuse que la veille : l'assemblée se laisse aller à des manifestations de joie et il est coutume de boire, de sorte qu'en diaspora, la bénédiction sacerdotale, pratiquée par les cohanim (Juifs descendant de membres de la caste sacerdotale qui assuraient le culte au temps des Temples de Jérusalem), a lieu lors de la répétition par l'officiant de la prière de l'office du matin, et non lors de celui de Moussaf (comme lors des autres fêtes), au cas où les cohanim seraient ivres.
La lecture de la Torah, à l'origine dernière section du Deutéronome, s'est enrichie de celle de la première partie de la première section du Livre de la Genèse (Genèse 1:1 - 2:3) dès le XIVe siècle. À la dignité de Hatan Torah (« fiancé de la Torah »), conférée à la personne qui conclut la lecture du Deutéronome, se sont ajoutées d'autres dignités, variant selon les rites.

#### Selon le rite ashkénaze
La lecture de la Torah se fait après les hakafot, dans trois rouleaux différents : dans le premier la dernière section du Deutéronome, dans le second, la première partie de la Genèse, et dans le troisième, le maftir (si la communauté ne possède que deux rouleaux, on lit le maftir dans le premier rouleau),.
Il est de coutume de faire participer chaque orant à la lecture de la dernière section. On répète à cette fin la lecture de la section Vèzot Haberakha, jusqu'à Deutéronome 33:27. Si l'assemblée est trop importante numériquement, des lectures sont réalisées simultanément en différents endroits de la synagogue. Lorsque tous les orants ont lu, les enfants âgés de moins de 13 ans (Kol hanea'arim) sont appelés à titre collectif, sous un châle de prière étendu comme un dais ; le plus âgé (ou un adulte) récite les bénédictions avant la lecture de la Torah. On leur lit aussi la bénédiction de Jacob aux fils de Joseph (Genèse 48:16).
Finalement, le Hatan Torah (« fiancé de la Torah »), membre de l'assemblée qui a acquis ou obtenu le privilège de lire (ou d'écouter pendant qu'un autre lit en son nom) les derniers versets du Deutéronome, relatant la mort de Moïse (Deutéronome 33:27-29), est appelé avec la prière Mereshout haEl haGadol. Il est suivi par le Hatan Bereshit (« fiancé de Bereshit »), qui lit (ou écoute) le premier récit de la Création (Genèse 1:1 - 2:3), et appelé quant à lui avec la prière Mereshout meromam.
Ces deux fiancés, choisis parmi des hommes savants ou pieux, ont coutume de faire des dons, et organisent un festin, comme à l'occasion de véritables fiançailles.
Le maftir, qui relate les offrandes propres à la fête de Chemini Atseret, est lu dans le troisième rouleau, et suivi par la haftara, qui contient les paroles de Dieu à Josué après la mort de Moïse. Les rouleaux sont alors laissés sur la bimah. Les fidèles entonnent des cantiques, dont Sissou vesim'hou.

#### Selon le rite oriental
Les communautés orientales (en particulier d'Irak) suivent un ordre différent : seuls huit orants sont appelés à lire la Torah, en dehors de celui qui lit le maftir. Les cinq premiers lisent jusqu'à Deutéronome 33:27. Le sixième, appelé Hatan me'ona, lit les trois derniers versets du Deutéronome (Deutéronome 33:27-29). Le septième, appelé Hatan Torah, reprend la lecture du début (Deutéronome 33:1-29). Le huitième, qui est le Hatan Bereshit, lit la première section du Livre de la Genèse.
Le maftir et la haftara sont les mêmes dans toutes les communautés.

### Autres célébrations
Les Juifs en terre d'Israël ont coutume de danser une nouvelle fois avec la Torah dans les rues à l'issue de la fête, alors que commence Sim'hat Torah en diaspora. Ces hakafot shniyot (« seconds circuits ») sont mentionnées dans le Shaar hakavanot de Haïm Vital, où il indique que c'était l'usage de son maître, Isaac Louria. De Safed  elles se sont répandues à l'ensemble des communautés de la terre d'Israël, puis à des communautés italiennes et orientales.

## Sim'hat Torahdans le karaïsme
Pour les Karaïtes, adeptes d'un courant du judaïsme qui n'accepte que la lettre (la Bible hébraïque), et non la parole (la tradition orale rabbinique), Sim'hat Torah, une innovation rabbinique, ne devrait pas être célébrée. Cependant, l'Assemblée des Sages, dont le siège est en Israël, utilise le nom de Sim'hat Torah pour désigner Chemini Atseret, comme c'est l'usage en Israël, où Chemini Atseret et Sim'hat Torah sont célébrées le même jour.

## Source
- Cet article contient des extraits de l'article « SIMḤAT TORAH » par Wilhelm Bacher & Schulim Ochser de la Jewish Encyclopedia de 1901–1906 dont le contenu se trouve dans le domaine public.
- (he) Coutumes de Sim'hat Torah, sur le site daat